# Oksidoreduktaza
U biohemiji, oksidoreduktaza je enzim koji kataluje transfer elektrona sa jednog molekula, reduktanta (elektronskog donora), na drugi oksidans (elektronski akceptor). Ova grupa enzima obično koristi NADP ili NAD+ kao kofaktore.

## Reakcije
Na primer, enzim koji katalizuje ovu reakcciju je oksidoreduktaza:
U ovom primeru, A je reduktant (donor elektrona), a B je oksidans (akceptor elektron).
U biohemijskim reakcijama je ponekad teže uočiti redoks reakcije, kao što je ova reakcija iz glikolize:
U toj reakciji, NAD+ je oksidans, a gliceraldehid-3-fosfat je donor elektrona.

## Nomenklatura
Kompletna imena oksidoreduktaza se formiraju kao "donor:akceptor oksidoreduktaza"; međutim, druga imena su uobičajenija. Često se koriste imena oblika "donor dehidrogenaza", kao što je gliceraldehid-3-fosfat dehidrogenaza za drugu reakciju gore. Uobičajeni nazivi se takođe ponekad formiraju kao "akceptor reduktaza", kao što je NAD+ reduktaza. "Donor oksidaza" je poseban slučaj kad je O2 akceptor.

## Klasifikacija
Oksidoreduktaze se klasifikuju kao EC 1 u klasifikaciji enzima EC brojevima. Oksidoreduktaze se dalje dele u 22 podklase:
- EC 1.1 obuhvata oksidoreduktaze koje deluju na  grupu donora (alkohol oksidoreduktaze)
- EC 1.2 obuhvata oksidoreduktaze koje deluju na aldehide ili okso grupu donora
- EC 1.3 obuhvata oksidoreduktaze koje deluju na  grupu donora ( oksidoreduktaze)
- EC 1.4 obuhvata oksidoreduktaze koje deluju na 2 grupu donora (aminokiselina oksidoreduktaza, monoamin oksidaza)
- EC 1.5 obuhvata oksidoreduktaze koje deluju na  grupu donora
- EC 1.6 obuhvata oksidoreduktaze koje deluju na  ili
- EC 1.7 obuhvata oksidoreduktaze koje deluju na druga jedinjenja kao donore
- EC 1.8 obuhvata oksidoreduktaze koje deluju na sumpornu grupu donora
- EC 1.9 obuhvata oksidoreduktaze koje deluju na hem grupu donora
- EC 1.10 obuhvata oksidoreduktaze koje deluju na difenole i srodne supstance kao donore
- EC 1.11 obuhvata oksidoreduktaze koje deluju na peroksid kao akceptor (peroksidaze)
- EC 1.12 obuhvata oksidoreduktaze koje deluju na vodonik kao donor
- EC 1.13 obuhvata oksidoreduktaze koje deluju na pojedinačne donore sa inkorporacijom molekulskog kiseonika (oksigenaze)
- EC 1.14 obuhvata oksidoreduktaze koje deluju na sparene donore sa inkorporacijom molekulskog kiseonika
- EC 1.15 obuhvata oksidoreduktaze koje deluju na superoksidne radikale kao akceptore
- EC 1.16 obuhvata oksidoreduktaze koje deluju na oksidaze metalnih jona
- EC 1.17 obuhvata oksidoreduktaze koje deluju na CH ili CH2 grupe
- EC 1.18 obuhvata oksidoreduktaze koje deluju na gvožđe-sumpor proteine kao donore
- EC 1.19 obuhvata oksidoreduktaze koje deluju na redukovani flavodoksin kao donor
- EC 1.20 obuhvata oksidoreduktaze koje deluju na fosfor ili arsen u donorima
- EC 1.21 obuhvata oksidoreduktaze koje deluju na X-H i Y-H do formiraju X-Y vezu
- EC 1.97 obuhvata druge oksidoreduktaze.

## Literatura
- Nicholas C. Price; Lewis Stevens (1999). Fundamentals of Enzymology: The Cell and Molecular Biology of Catalytic Proteins (Third изд.). USA: Oxford University Press. ISBN 019850229X.
- Eric J. Toone (2006). Advances in Enzymology and Related Areas of Molecular Biology, Protein Evolution (Volume 75 изд.). Wiley-Interscience. ISBN 0471205036.
- Branden C; Tooze J. Introduction to Protein Structure. New York, NY: Garland Publishing. ISBN 0-8153-2305-0.
- Irwin H. Segel. Enzyme Kinetics: Behavior and Analysis of Rapid Equilibrium and Steady-State Enzyme Systems (Book 44 изд.). Wiley Classics Library. ISBN 0471303097.

## Spoljašnje veze
- [https://web.archive.org/web/20120716211126/http://www.chem.qmul.ac.uk/iubmb/enzyme/EC1/intro.html